# NGC 3197
NGC 3197 je galaksija u zviježđu Zmaju.

## Vanjske poveznice
- SEDS: NGC 3197